# Weiherbach (Zenn)
Der Weiherbach ist ein 13⁄4 km langer Bach der Nördlichen Frankenhöhe in den Gebieten der Gemeinde Illesheim und dann Markt Obernzenn im bayerischen Landkreis Neustadt an der Aisch-Bad Windsheim. Nach durchweg ostnordöstlichem Lauf mündet er oberhalb des Hauptortes von Obernzenn und des Obernzenner Sees von links in die oberste Zenn.

## Geographie

### Verlauf
Der Weiherbach beginnt seinen Lauf auf etwa 414 m ü. NHN in der schmalen Wiesenaue eines Waldtales auf dem Truppenübungsplatz Illesheim. Das oberhalb durchflusslose und dort ganz bewaldete Tal ist bergwärts noch etwa einen Kilometer weiter zu verfolgen.
Von seinem etwa 2,2 km südlich der Ortsmitte des Pfarrdorfes Westheim der Gemeinde Illesheim, 1,0 km östlich des 499 m ü. NHN hohen Eichbucks und unterhalb des linksseitigen Talhangs Seerangen gelegenen Ursprung aus fließt der Bach durchweg nordöstlich bis östlich.
Nach etwa 300 Metern speist er einen links gelegenen Weiher von etwas über 0,2 ha Fläche, gut hundert Meter weiter durchfließt er einen größeren von etwa 0,7 ha. Nach diesem tritt er aufs Gebiet von Markt Obernzenn über, verbleibt aber fast bis zuletzt auf dem Übungsgelände. Zwischen nun niedrigeren und waldlosen Randhöhen und mit nur sporadischem Bewuchs am Ufer läuft der grabenartige Bach teils sehr geradlinig, teils neben zerwühlten Ufern. Zuletzt liegt linksseits ein etwas über 0,1 ha großer Teich und der Bach fließt auf etwa 386 m ü. NHN von links in die oberste Zenn ein, die
bis dorthin seine eigene Länge allenfalls erreicht hat.
Der Weiherbach mündet nach etwa 1,7 km langem Lauf mit mittlerem Sohlgefälle von rund 16 ‰ etwa 28 Höhenmeter unterhalb seines Ursprungs.

### Einzugsgebiet
Das Einzugsgebiet des Weiherbachs ist etwa 2,0 km² groß und liegt naturräumlich im Unterraum Nördliche Frankenhöhe der Frankenhöhe; der westsüdwestliche, bergige Teil gehört zum Teilraum Petersberg-Virnsberg-Höhen, dort liegt auf dem 499 m ü. NHN hohen Gipfel des Eichbucks der höchste Punkt, der kleinere östliche dagegen zum Teilraum Oberes Zenntal. Die Gemeindegrenze zwischen Illesheim und Markt Obernzenn folgt etwa der Naturraumgrenze. Außer wenigen und wohl nicht dauerhaft bewohnten Militärgebäuden gibt es keine Besiedlung.
Die anstehenden triassischen Gesteine gehören alle dem Mittelkeuper an, von den Lehrbergschichten der Steigerwald-Formation am Höcker des Eichbucks über den Schilfsandstein der Stuttgart-Formation auf den talbegleitenden Hochflächen bis hinunter zum Gipskeuper der Grabfeld-Formation, der etwa am Ursprung in der Talmulde einsetzt und bis zur Mündung reicht. Der Bach selbst läuft in einem Schlauch aus quartärem Schwemmland.
Im bergigen oberen Einzugsgebiet steht fast überall Wald, landwirtschaftlich genutzt werden nur kleine Zwickel des unteren außerhalb des Truppenübungsgebietes, das öde liegt.
Reihum grenzen die Einzugsgebiete der folgenden Nachbargewässer an:
- Das Gebiet im Westnordwesten jenseits der linken Talrandhöhen entwässert über ein Büschel von Bächen zum Talgraben und dann über den Scheckenbach zur Aisch, einen Zufluss der Regnitz unterhalb der Zenn;
- im Ostsüdosten liegt der kurze Talzug der Zenn oberhalb der Weiherbach-Zumündung;
- im Südwesten grenzt das Quellgebiet der Fränkischen Rezat an, deren Abfluss über die Rednitz oberhalb der Zenn in die Regnitz gelangt.

### BayernAtlas („BA“)
Amtliche Online-Gewässerkarte mit passendem Ausschnitt und den hier benutzten Layern: Lauf und Einzugsgebiet des Weiherbachs

Allgemeiner Einstieg ohne Voreinstellungen und Layer: BayernAtlas der Bayerischen Staatsregierung (Hinweise)
1. 1 2  Höhe abgefragt auf dem Hintergrundlayer Amtliche Karte (Rechtsklick).
2. ↑  Länge abgemessen auf dem Hintergrundlayer Amtliche Karte.
3. ↑  Einzugsgebiet abgemessen auf dem Hintergrundlayer Amtliche Karte.
4. ↑  Höhe nach schwarzer Beschriftung auf dem Hintergrundlayer Amtliche Karte.
5. 1 2 3  Seefläche abgemessen auf dem Hintergrundlayer Amtliche Karte.
6. ↑  Geologie nach dem Layer Geologischen Karte 1:500.000.

### Sonstige
1. ↑  Franz Tichy: Geographische Landesaufnahme: Die naturräumlichen Einheiten auf Blatt 163 Nürnberg. Bundesanstalt für Landeskunde, Bad Godesberg 1973. → Online-Karte (PDF; 4,0 MB)